# 2014 en Algérie
Chronologie de l’Algérie
- 2010
- 2011
- 2012
- 2013
- 2014
- 2015
- 2016
- 2017
- 2018

Cet article présente les faits marquants de l'année 2014 en Algérie ou relatifs à l'Algérie; datation selon le calendrier grégorien.

## Événements
- 11 février : accident du Lockheed C-130 Hercules des. L'avion qui relie la ville de Tamanrasset à celle de Constantine, s'écrase sur le mont Fortas dans la wilaya d'Oum El Bouaghi aux environs de 11h00 (TU), causant la mort de 77 personnes et faisant un blessé grave.
- 17 avril : élection présidentielle, Abdelaziz Bouteflika est réélu.
- 19 et 20 avril : embuscade d'Iboudraren, action revendiquée par Al-Qaïda au Maghreb islamique (AQMI), qui a affecté l'armée régulière.
- 24 juillet : le vol 5017 Air Algérie s'écrase au Mali.

## Sports
- Algérie aux Jeux olympiques d'hiver de 2014

### Aviron
- Championnats d'Afrique d'aviron 2014

### Basket-ball
- Championnat d'Algérie de basket-ball 2013-2014
- Championnat d'Algérie de basket-ball 2014-2015
- Coupe d'Algérie de basket-ball 2013-2014
- Coupe d'Algérie de basket-ball 2014-2015

### Cyclisme
- Tour d'Algérie 2015

### Football
- Équipe d'Algérie de football en 2014
- Finale de la Ligue des champions de la CAF 2014
- Championnat d'Algérie de football 2013-2014
- Championnat d'Algérie de football 2014-2015
- Championnat d'Algérie de football de deuxième division 2013-2014
- Championnat d'Algérie de football de deuxième division 2014-2015
- Championnat d'Algérie de football de troisième division 2013-2014
- Championnat d'Algérie de football de troisième division 2014-2015
- Coupe d'Algérie de football 2013-2014
- Coupe d'Algérie de football 2014-2015
- Saison 2013-2014 de l'USM Alger
- Saison 2014-2015 de l'USM Alger

### Handball
- Championnat d'Afrique des nations masculin de handball 2014
- Championnat d'Afrique des nations féminin de handball 2014
- Championnat d'Algérie masculin de handball 2014-2015
- Coupe d'Algérie masculine de handball 2014-2015

### Volley-ball
- Équipe d'Algérie féminine de volley-ball en 2014

## Culture

### Cinéma
- Le Beau-frère (arabe : نسيبي, N'sibi), film algérien réalisé par Hassène Bélaïd, sorti en 2014.
- Crépuscule des ombres (en arabe : غروب الظلال, Ghouroub Edhilal), film algérien réalisé par Mohammed Lakhdar-Hamina, sorti en 2014.
- Krim Belkacem, film algérien réalisé par Ahmed Rachedi et sorti en 2014.
- Fadhma N'Soumer, film algérien réalisé par Belkacem Hadjadj et sorti en 2014[1],[2].
- L'Oranais, drame historique algéro-français réalisé par Lyes Salem, sorti en 2014.
- La Preuve, film algéro-franco-émirati réalisé par Amor Hakkar et sorti en 2014.
- La Voie de l'ennemi (Two Men In Town), film policier algéro-franco-américain coproduit, coécrit et réalisé par Rachid Bouchareb, sorti en 2014.

## Naissances en 2014
- Naissance en Algérie en 2014

## Décès en 2014
- Décès en Algérie en 2014